# Juan Bautista Quirós Segura
Pour les articles homonymes, voir Quirós (homonymie) et Segura (homonymie).
Juan Bautista Quirós Segura, né le 18 janvier 1853 et mort le 7 novembre 1934 à San José, est un homme d'État, président du Costa Rica du 20 août au 19 septembre 1919. Son gouvernement n’est pas reconnu par les États-Unis et devant la menace d'une intervention militaire de ces derniers, il démissionne, remplacé par Francisco Aguilar Barquero, sous la présidence duquel il est brièvement secrétaire d’État à la Guerre.
Avant cela, il avait été secrétaire d’État lors du deuxième mandat du président Rafael Yglesias Castro.

## Source
- (en) Cet article est partiellement ou en totalité issu de l’article de Wikipédia en anglais intitulé « Juan Bautista Quirós Segura » (voir la liste des auteurs).